# Súng cầm tay

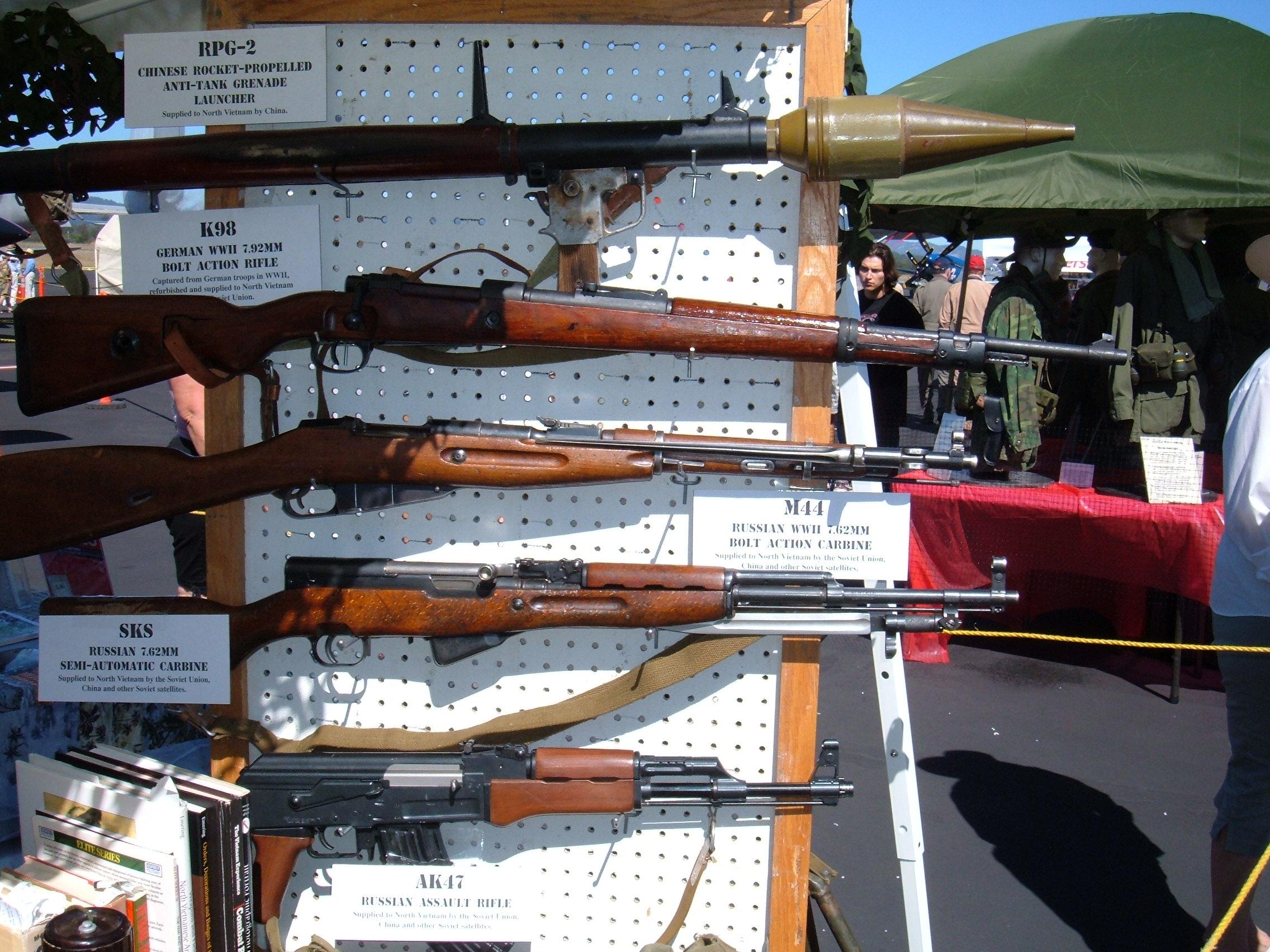
Từ trên xuống dưới: RPG-2, Karabiner 98k, Mosin Nagant M44, CKC, AK47.

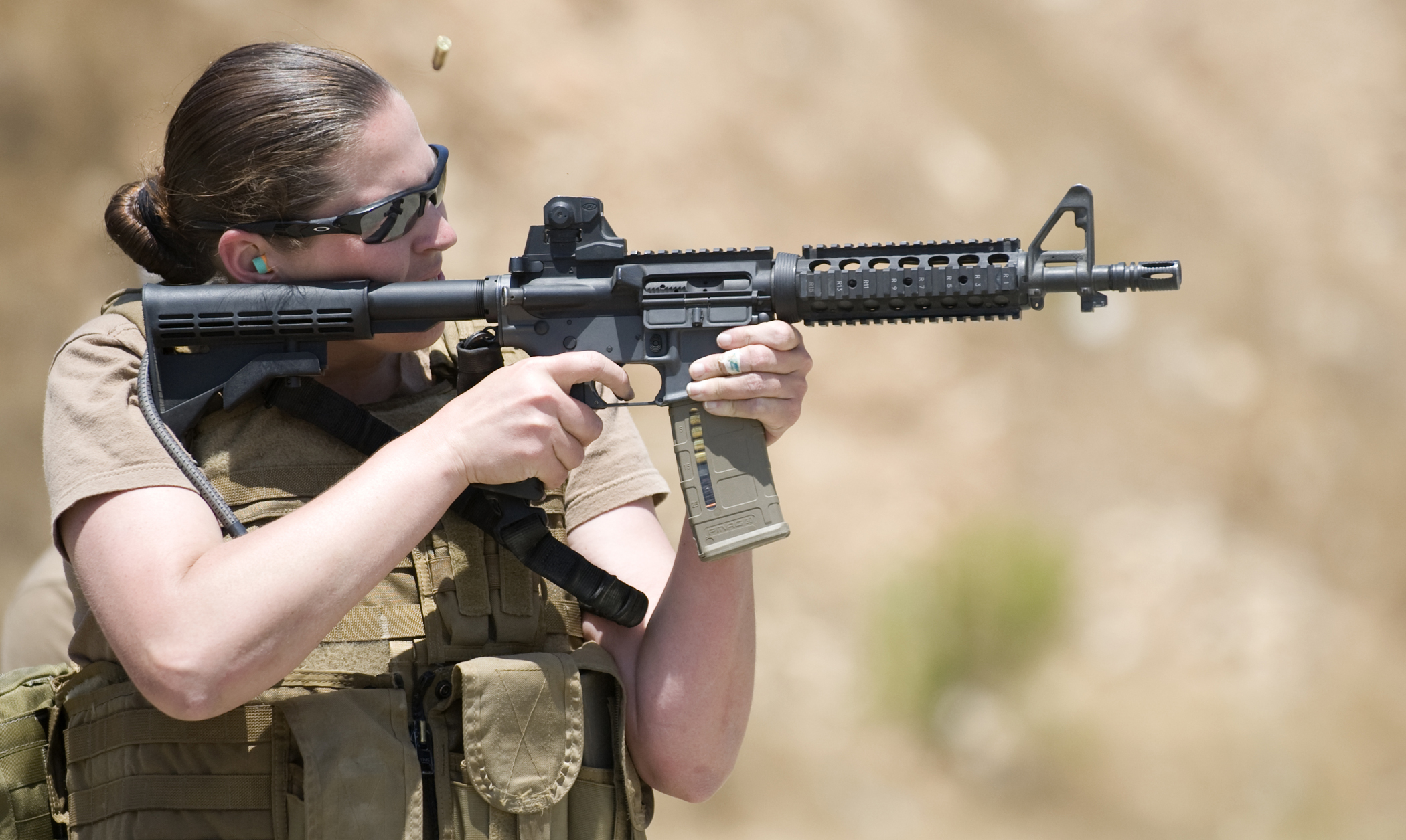
Một người nữ lính Hải quân Mỹ đang dùng khẩu Mk 18 Mod 1 carbine bắn vào một mục tiêu.

Súng cầm tay là bất kỳ loại súng nào được thiết kế để một cá nhân có thể mang theo và sử dụng một cách dễ dàng. Thuật ngữ này được định nghĩa thêm về mặt pháp lý ở các quốc gia khác nhau.
Các loại súng cầm tay nguyên thủy đầu tiên có nguồn gốc từ [[Lịch sử khoa học và công nghệ ở Trung Quốc vào thế kỷ thứ 10, khi các ống tre chứa thuốc súng và đạn được gắn trên các cây giáo để tạo thành súng lửa cầm tay, có thể được 1 người sử dụng, sau này được sử dụng để gây hiệu quả tốt trong trận vây hãm Đức An năm 1132. Trong thế kỷ 13, Trung Quốc đã phát minh ra pháo cầm tay với nòng kim loại, vốn được coi là tổ tiên thực sự của tất cả các loại súng cầm tay. Công nghệ này dần dần lan rộng khắp phần còn lại của Đông Á, Nam Á, Trung Đông và Châu Âu. Các loại súng cũ thường sử dụng thuốc nổ đen làm chất phóng, nhưng súng hiện đại sử dụng thuốc nổ không khói hoặc các chất đẩy khác. Hầu hết các loại súng hiện đại (ngoại trừ đáng chú ý là shotgun nòng trơn) đều có nòng có rãnh để truyền lực quay cho đạn nhằm cải thiện độ ổn định đường bay của viên đạn.
Các loại súng hiện đại có thể được mô tả bằng cỡ nòng của chúng (tức là đường kính nòng). Đối với súng lục và súng trường, giá trị này được tính bằng milimét hoặc inch (ví dụ: 7,62mm hoặc 0,308 in.), Hoặc trong trường hợp súng ngắn theo đơn vị đo của chúng (ví dụ: 12 ga và 20 ga.). Súng cũng được mô tả bằng các loại hành động sử dụng (ví dụ muzzleloader, breechloader, đòn bẩy, bolt, pulp, ổ quay, bán tự động, hoàn toàn tự động, vv), cùng với các phương tiện thông thường của việc tháo lắp (ví dụ: súng tháo lắp bằng tay hoặc cơ khí tháo lắp). Việc phân loại thêm có thể liên quan đến loại nòng được sử dụng (nghĩa là có rãnh) và chiều dài nòng (ví dụ: 24 inch), đến cơ chế bắn (ví dụ như khóa khớp, khóa bánh xe, khóa đá lửa hoặc khóa gõ), mục đích sử dụng chính của thiết kế (ví dụ như súng săn), hoặc tên thường được chấp nhận cho một biến thể cụ thể (ví dụ: Súng gatling).
Người bắn nhắm súng vào mục tiêu của họ bằng sự phối hợp giữa tay và mắt, sử dụng ống ngắm bằng sắt hoặc ống ngắm quang học. Tầm bắn chính xác của súng lục thường không vượt quá 100 mét (110 yd; 330 ft), trong khi hầu hết súng trường có độ chính xác đến 500 mét (550 yd; 1.600 ft) sử dụng ống ngắm bằng sắt, hoặc tầm xa hơn trong khi sử dụng ống ngắm quang học. (Đạn bắn ra có thể nguy hiểm hoặc gây chết người ngoài phạm vi chính xác của chúng; khoảng cách tối thiểu để đảm bảo an toàn lớn hơn nhiều so với phạm vi được chỉ định về độ chính xác). Súng trường bắn tỉa được chế tạo có mục đích và súng bắn tỉa công phá có độ chính xác trong phạm vi hơn 2.000 mét (2.200 yd; 1,2 mi).

## Phân loại
Súng cầm tay là một vũ khí tầm xa có nòng gây sát thương vào các mục tiêu bằng cách tung ra một hoặc nhiều viên đạn nhờ nhanh chóng giãn khí với áp suất cao, được tạo ra từ việc đốt gây tỏa nhiệt của một loại hóa chất , nhiên liệu đẩy, trong lịch sử gọi là thuốc súng, bây giờ dùng thuốc súng không khói.
Trong quân đội, súng cầm tay được phân loại thành vũ khí "hạng nặng" và "hạng nhẹ" về tính di động của chúng đối với binh lính bộ binh. Súng nhẹ sử dụng đạn có cấu trúc phù hợp động lực học và đủ nhỏ gọn để được một lính bộ binh duy nhất có thể vận hành hết công suất (chứ không phải các súng công suất lớn cần một tiểu đội vận hành), và cũng được gọi là "vũ khí hạng nhẹ", một từ hay dùng của "súng" thường dùng trong cách sử dụng phổ biến. Các loại súng cầm tay này bao gồm súng ngắn như súng ngắn ổ quay, súng lục và derringer, và súng dài như súng trường (trong đó có rất nhiều phân nhóm như súng trường công phá, súng bắn tỉa, súng trường thiện xạ, Battle rifle, súng trường tấn công và súng carbin), shotgun, súng tiểu liên/vũ khí phòng vệ cá nhân, vũ khí tự động theo nhóm và súng máy hạng nhẹ.
Trong số các nhà sản xuất vũ khí trên thế giới, các nhà sản xuất súng hàng đầu là Browning, Remington, Colt, Ruger, Smith & Wesson, Savage, Mossberg (Mỹ), Heckler & Koch, SIG Sauer, Walther (Đức), ČZUB (Cộng hòa Séc), Glock, Steyr-Mannlicher (Áo), FN Herstal (Bỉ), Beretta (Ý), Norinco (Trung Quốc), Tula Arms và Kalashnikov (Nga), trong khi các nhà sản xuất hàng đầu trước đây bao gồm Mauser, Springfield Armory và Rock Island Armory thuộc Armscor (Philippines).
Tính đến  năm 2018 Khảo sát về vũ khí nhỏ báo cáo rằng có hơn một tỷ súng cầm tay được phân phối trên toàn cầu, trong đó 857 triệu (khoảng 85%) là trong tay dân thường. Chỉ riêng dân thường Hoa Kỳ đã chiếm 393 triệu (khoảng 46%) trong tổng số súng cầm tay dân sự trên toàn thế giới. Con số này lên tới "120,5 khẩu súng cho mỗi 100 cư dân." Các lực lượng vũ trang trên thế giới kiểm soát khoảng 133 triệu (khoảng 13%) tổng số vũ khí cỡ nhỏ trên toàn cầu, trong đó hơn 43% thuộc về hai quốc gia: Nga (30.3 triệu) và Trung Quốc (27.5 triệu). Cơ quan thực thi pháp luật kiểm soát khoảng 23 triệu (khoảng 2 phần trăm) tổng số vũ khí nhỏ trên toàn cầu.

### Cấu hình

#### Súng ngắn

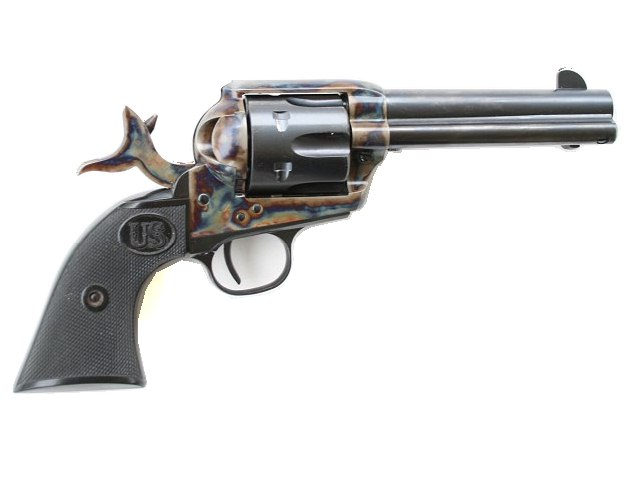
Một khẩu súng lục ổ quay Colt SAA

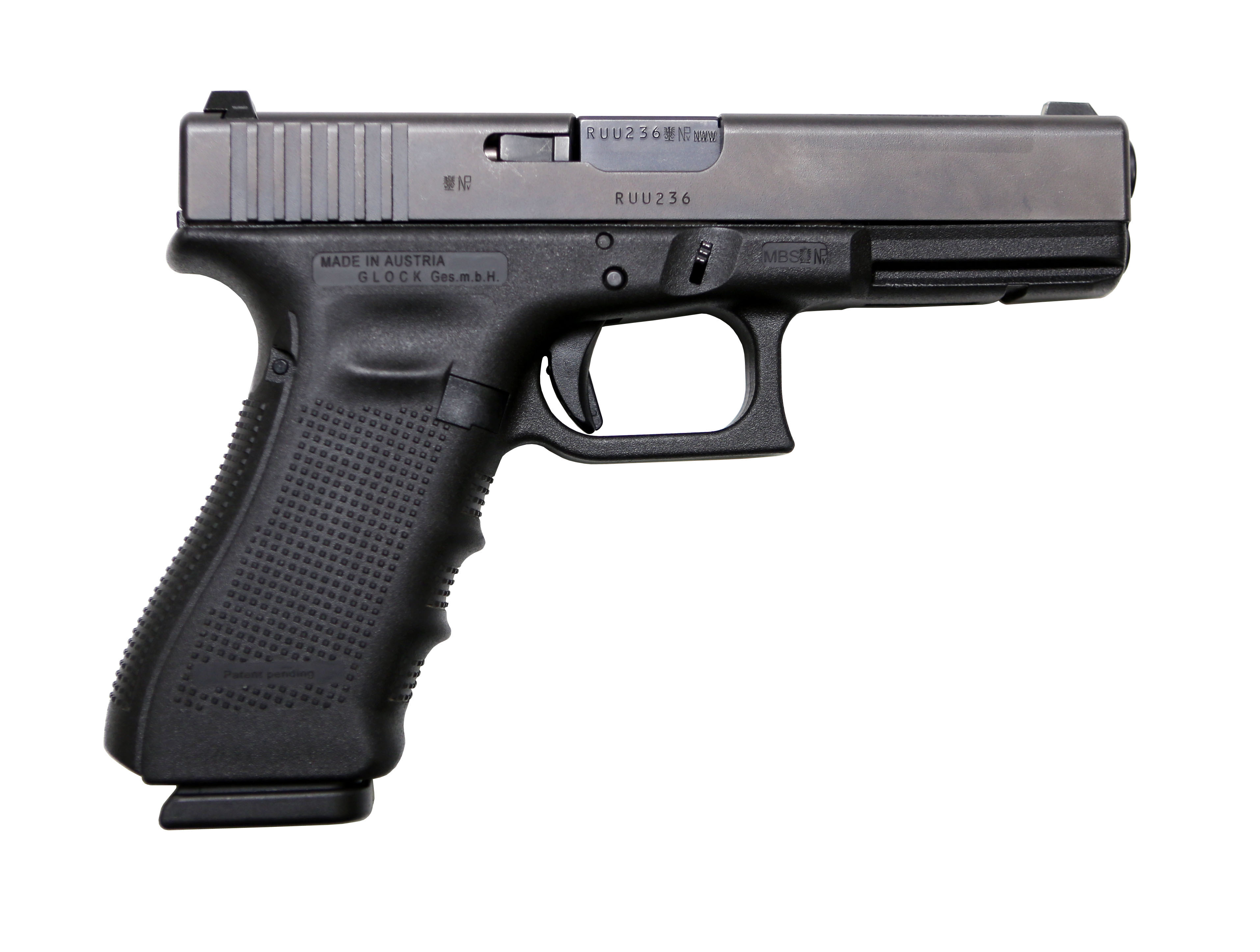
Một khẩu súng lục bán tự động Glock 17

Súng ngắn là loại súng có thể được sử dụng bằng một tay và là loại súng nhỏ nhất trong số các loại súng cầm tay. Tuy nhiên, định nghĩa pháp lý về "súng ngắn" khác nhau giữa các quốc gia và khu vực. Ví dụ, trong luật pháp Nam Phi, "súng ngắn" có nghĩa là một khẩu súng lục hoặc súng lục ổ quay có thể cầm và bắn bằng một tay.  Tại Úc, luật về súng coi súng ngắn là một loại súng có thể mang theo hoặc có thể che giấu về người; hoặc có khả năng được nâng lên và sa thải bằng một tay; hoặc không quá 65 cm (26 in). Tại Hoa Kỳ, Tiêu đề 18 và ATF xem xét một khẩu súng lục như một vũ khí trong đó có một đoạn cổ súng ngắn và được thiết kế để được lắp đặt và bắn bằng cách sử dụng một tay duy nhất.
Có hai loại súng ngắn phổ biến là súng súng ngắn ổ quay và súng ngắn bán tự động. Súng ngắn ổ quay có một số buồng bắn hoặc "lỗ nạp" trong một hình trụ quay; mỗi khoang trong xi lanh được nạp một hộp đạn. Súng ngắn bán tự động có một buồng bắn cố định duy nhất được gia công ở phía sau nòng và một băng đạn để chúng có thể được sử dụng để bắn nhiều phát. Mỗi lần nhấn nút kích hoạt sẽ kích hoạt một hộp mực, sử dụng năng lượng của hộp mực để kích hoạt một cơ chế để hộp mực tiếp theo có thể được kích hoạt ngay lập tức. Điều này trái ngược với các ổ quay " tác động kép ", loại ổ quay này thực hiện cùng một đầu bằng cách sử dụng một tác động cơ học được liên kết với kích hoạt kéo.
Với việc phát minh ra khẩu súng lục ổ quay vào năm 1818, những khẩu súng ngắn có khả năng giữ nhiều đạn đã trở nên phổ biến. Một số thiết kế nhất định của súng lục tự động nạp đạn xuất hiện bắt đầu từ những năm 1870 và đã thay thế phần lớn các khẩu súng lục ổ quay trong các ứng dụng quân sự vào cuối Thế chiến thứ nhất. Đến cuối thế kỷ 20, hầu hết các khẩu súng ngắn thường xuyên được quân đội, cảnh sát và dân thường mang theo đều là súng bán tự động., mặc dù ổ quay vẫn được sử dụng rộng rãi. Nói chung, lực lượng quân đội và cảnh sát sử dụng súng lục bán tự động do dung lượng băng đạn cao và khả năng nạp đạn nhanh chóng bằng cách chỉ cần tháo băng đạn rỗng và lắp một băng đạn đã nạp. Súng lục rất phổ biến trong giới săn súng cầm tay vì hộp đạn của súng lục ổ quay thường mạnh hơn hộp đạn súng lục bán tự động cỡ nòng tương tự (được thiết kế để tự vệ) và sức mạnh, sự đơn giản và độ bền của thiết kế súng lục rất phù hợp để sử dụng ngoài trời. Súng ngắn ổ quay, đặc biệt là .22 LR và 38 Special / 357 Magnum, cũng là những vũ khí được giấu kín phổ biến ở các khu vực pháp lý cho phép thực hành này vì cơ chế đơn giản của chúng khiến chúng nhỏ hơn nhiều loại autoloader trong khi vẫn đáng tin cậy. Cả hai thiết kế đều phổ biến ở các chủ sở hữu súng dân dụng, tùy thuộc vào ý định của chủ sở hữu (tự vệ, săn bắn, bắn mục tiêu, thi đấu, lưu trữ, v.v.).

#### Súng dài
Súng dài thường là bất kỳ loại súng nào lớn hơn súng cầm tay và được thiết kế để cầm và bắn bằng cả hai tay, đồng thời được gài vào hông hoặc vai để có độ ổn định tốt hơn. Súng dài thường có chiều dài nòng từ 10 đến 30 inch (250 đến 760 mm) (có những hạn chế về chiều dài thùng tối thiểu ở nhiều khu vực pháp lý; chiều dài thùng tối đa thường là vấn đề thực tế), cùng với bộ thu và nhóm kích hoạt được gắn vào một hộp chứa bằng gỗ, nhựa, kim loại hoặc composite, bao gồm một hoặc nhiều miếng hơn tạo thành báng trước, báng sau và tùy chọn (nhưng thường là) một giá đỡ vai được gọi là báng. Súng dài thời kỳ đầu, từ thời kỳ Phục hưng cho đến giữa thế kỷ 19, là vũ khí thường bắn một hoặc nhiều đạn tròn, gọi là súng hỏa mai  (hoặc musket hoặc arquebus) phụ thuộc vào tầm cỡ và cơ chế bắn.

#### Súng trường và shotgun

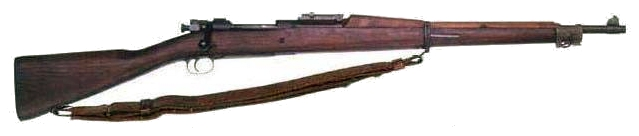
Súng trường Springfield Armory M1903

Hầu hết các loại súng dài hiện đại đều là súng trường hoặc shotgun. Cả hai đều là sản phẩm kế thừa của súng hỏa mai, khác biệt với vũ khí mẹ của chúng theo những cách khác nhau. Một khẩu súng trường được đặt tên theo các rãnh xoắn ốc (súng trường) được gia công vào bề mặt bên trong (lỗ khoan) của nòng súng của nó, tạo ra một chuyển động quay ổn định con quay hồi chuyển cho những viên đạn mà nó bắn ra. Shotgun chủ yếu là súng được thiết kế để bắn một số lượng đạn nhất định trong mỗi lần bóp cò; kích thước viên thường dao động giữa 2 mm # 9 và 8,4 mm # 00 (double-aught) buckshot. Súng ngắn cũng có khả năng bắn các loại đạn rắn đơn lẻ được gọi là slug, hoặc các loại đạn đặc biệt (thường " ít gây chết người ") như đạn hạt đậu, hơi cay hoặc đạn xuyên thấu. Súng trường tạo ra một điểm tác động duy nhất trong mỗi lần bắn nhưng tầm bắn xa và độ chính xác cao; trong khi shotgun tạo ra một cụm điểm tác động với tầm bắn và độ chính xác thấp hơn đáng kể. Tuy nhiên, diện tích va chạm lớn hơn của shotgun có thể bù đắp cho việc giảm độ chính xác, vì đạn bắn lan ra trong khi bắn; do đó, trong săn bắn, shotgun thường được sử dụng để săn các loài chim bay nhanh.
Súng trường và shotgun thường được sử dụng để săn bắn và cũng thường được sử dụng để bảo vệ gia đình, bảo vệ an ninh và thực thi pháp luật. Thông thường, các cuộc săn lớn sử dụng súng trường (mặc dù có thể sử dụng shotgun, đặc biệt là với đạn slug), trong khi săn các loài chim thì dùng shotgun. Shotgun đôi khi được ưu tiên sử dụng để bảo vệ  nhà riêng hoặc cơ sở kinh doanh do phạm vi tác động rộng, nhiều vết thương (khi sử dụng súng bắn đạn hoa cải), tầm bắn ngắn hơn và giảm khả năng xuyên tường (khi sử dụng đạn nhẹ hơn), giúp giảm đáng kể khả năng gây hại ngoài ý muốn, mặc dù súng ngắn cũng thường được sử dụng.

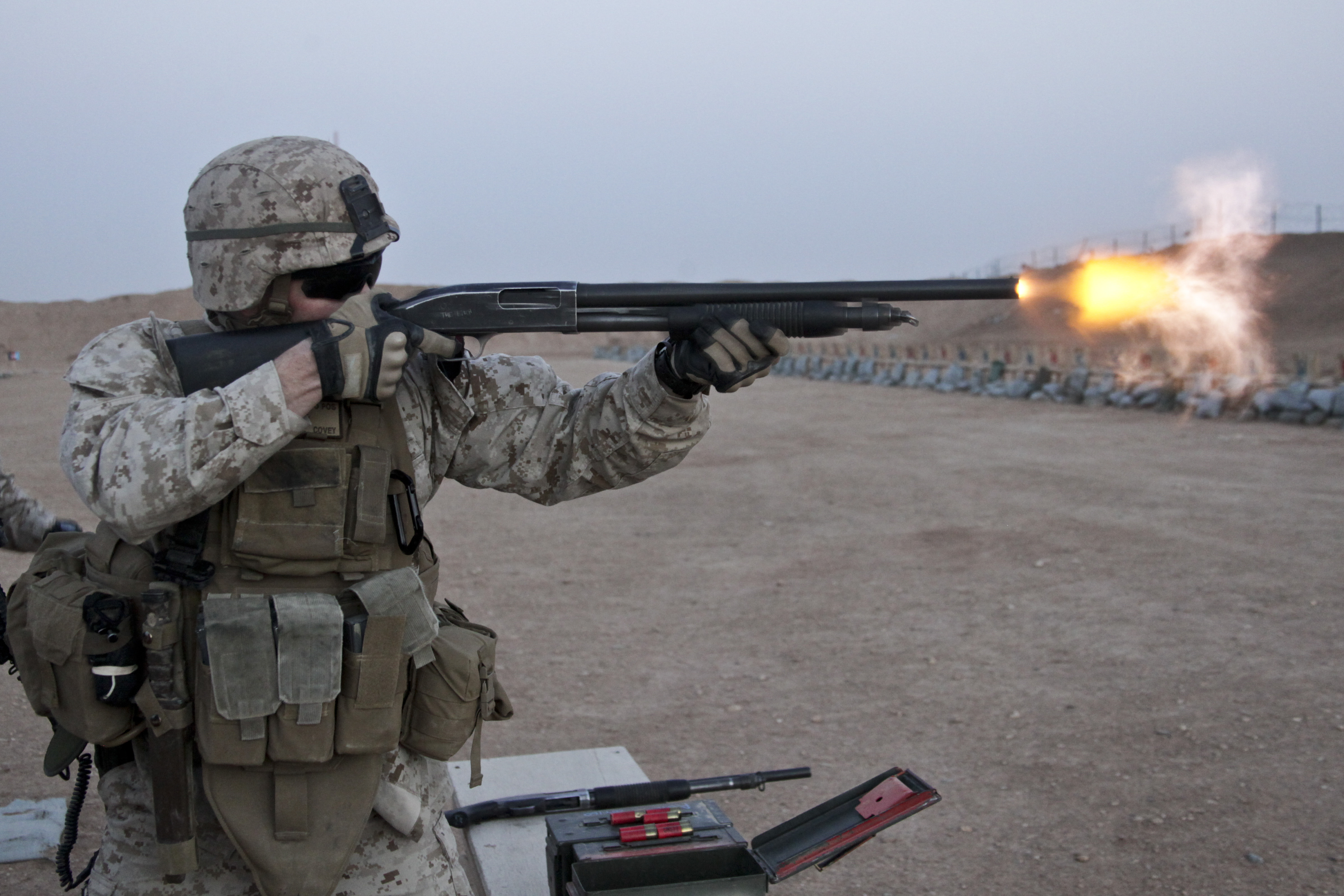
Lính thủy đánh bộ Mỹ bắn shotgun Mossberg 500

Có nhiều loại súng trường và shotgun dựa trên phương pháp nạp đạn. Súng trường hoạt động bằng tay và đòn bẩy được vận hành bằng tay. Thao tác với bolt hoặc cần gạt khiến hộp mực đã sử dụng được tháo ra, cơ chế bắn được phục hồi và lắp hộp mực mới vào. Hai loại hành động này hầu như chỉ được sử dụng bởi súng trường. Súng trường và súng ngắn dạng trượt (thường được gọi là 'pump-action') được quay vòng theo cách thủ công bằng cách xoay cò súng tới lui. Loại hành động này thường được shotgun sử dụng, nhưng một số nhà sản xuất lớn chế tạo súng trường sử dụng hành động này.
Cả súng trường và shotgun đều thuộc loại break-action hoàn toàn không có bất kỳ loại cơ chế nạp đạn nào mà phải nạp bằng tay sau mỗi lần bắn. Cả súng trường và shotgun đều có các loại một nòng và hai nòng; tuy nhiên do chi phí cao và khó chế tạo, súng trường hai nòng rất hiếm. Súng trường hai nòng thường dành cho các cuộc săn lùng trong các cuộc săn các con vật nguy hiểm ở châu Phi, với tầm bắn ngắn và tốc độ là điều cốt yếu. Các loại súng này có cỡ nòng rất lớn và mạnh là điều bình thường.
Súng trường đã có mặt trong các sự kiện thiện xạ mang tính quốc gia ở châu Âu và Hoa Kỳ ít nhất là từ thế kỷ 18, khi súng trường lần đầu tiên được phổ biến rộng rãi. Một trong những cuộc thi bắn súng trường thuần túy "kiểu Mỹ" sớm nhất diễn ra vào năm 1775, khi Daniel Morgan đang tuyển dụng những tay súng bắn tỉa ở Virginia cho Chiến tranh Cách mạng Mỹ sắp diễn ra. Ở một số quốc gia, thiện xạ súng trường vẫn là một niềm tự hào dân tộc. Một số súng trường chuyên dụng cỡ nòng lớn hơn được cho là có tầm bắn chính xác lên đến khoảng 1 dặm (1.600 m), mặc dù hầu hết có ít hơn đáng kể. Vào nửa sau của thế kỷ 20, môn thể thao súng ngắn thi đấu có lẽ còn trở nên phổ biến hơn cả bắn súng, phần lớn là do chuyển động và phản hồi tức thì trong các hoạt động như đánh bẫy và bắn súng thể thao.
Trong sử dụng quân sự, súng trường bắn tia với ống ngắm công suất cao phổ biến như súng bắn tỉa, tuy nhiên trong Chiến tranh Triều Tiên, súng trường bắn tia truyền thống và súng trường bán tự động được sử dụng bởi lính bộ binh đã được bổ sung bằng các thiết kế bắn chọn được gọi là súng trường tự động.

#### Súng carbine
Carbine là một loại súng tương tự như súng trường về hình thức và mục đích sử dụng, nhưng thường ngắn hơn hoặc nhỏ hơn súng săn hoặc súng trường chiến đấu "cỡ lớn" điển hình trong cùng một khoảng thời gian và đôi khi sử dụng hộp đạn nhỏ hơn hoặc kém hơn. Carbines đã và thường được sử dụng bởi các thành viên trong quân đội trong các vai trò dự kiến tham gia chiến đấu, nhưng một khẩu súng trường cỡ lớn sẽ là vật cản đối với nhiệm vụ chính của người lính đó (lái xe, chỉ huy hiện trường và nhân viên hỗ trợ, dù quân đội, kỹ sư, v.v.). Carbines cũng phổ biến trong cơ quan thực thi pháp luật và giữa các chủ sở hữu dân sự, nơi có thể tồn tại các mối quan tâm về quy mô, không gian và/hoặc quyền lực tương tự. Carbines, giống như súng trường, có thể bắn một phát, bắn lặp lại, bán tự động hoặc bắn chọn / hoàn toàn tự động, thường tùy thuộc vào khoảng thời gian và thị trường dự định. Các ví dụ lịch sử phổ biến bao gồm Winchester Model 1892, Lee – Enfield " Jungle Carbine ", SKS, M1 carbine (không liên quan đến khẩu M1 Garand lớn hơn) và M4 carbine (biến thể nhỏ gọn hơn của súng trường M16 hiện tại). Các loại carb dân dụng hiện đại của Hoa Kỳ bao gồm các tùy chỉnh nhỏ gọn của AR-15, Ruger Mini-14, Beretta Cx4 Storm, Kel-Tec SUB-2000, súng trường bắn tia thường thuộc các thông số kỹ thuật của súng trường trinh sát và bộ chuyển đổi hậu mãi cho các loại súng lục phổ biến bao gồm các mô hình M1911 và Glock.

#### Súng máy

Súng máy MG 42 Universal Maschinengewehr với chân chống gập lại

Súng máy là một loại súng tự động hoàn toàn, thường được tách biệt với các loại vũ khí tự động khác bằng cách sử dụng loại đạn có dây đai (mặc dù một số thiết kế sử dụng băng đạn trống, chảo hoặc phễu), thường có cỡ nòng lấy cảm hứng từ súng trường nằm trong khoảng 5,56 × 45mm NATO (.223 Remington) cho súng máy hạng nhẹ đến .50 BMG hoặc thậm chí lớn hơn cho vũ khí của phi hành đoàn hoặc máy bay. Mặc dù không được sử dụng rộng rãi cho đến Thế chiến thứ nhất, nhưng các loại súng máy thời kỳ đầu đã được quân đội sử dụng vào nửa sau của thế kỷ 19. Những món đáng chú ý trong kho vũ khí của Mỹ trong thế kỷ 20 bao gồm súng máy hạng nặng M2 Browning.50, súng máy hạng trung M1919 Browning.30 và súng máy đa dụng M60 7,62 × 51mm NATO được sử dụng trong Chiến tranh Việt Nam. Súng máy loại này ban đầu là súng phòng thủ do ít nhất hai người đàn ông vận hành, chủ yếu là do những khó khăn khi di chuyển và đặt chúng, đạn dược và chân máy của chúng. Ngược lại, súng máy hạng nhẹ hiện đại như FN Minimi thường được sử dụng bởi một lính bộ binh duy nhất. Chúng cung cấp một lượng đạn lớn và tốc độ bắn cao, và thường được sử dụng để chế áp hỏa lực trong quá trình di chuyển của bộ binh. Độ chính xác của súng máy thay đổi dựa trên nhiều yếu tố từ thiết kế đến dung sai chế tạo, hầu hết đều được cải thiện theo thời gian. Súng máy thường được gắn trên các phương tiện hoặc trực thăng, và đã được sử dụng kể từ Thế chiến thứ nhất như một loại súng tấn công trên máy bay chiến đấu và xe tăng (ví dụ như để không chiến hoặc chế áp hỏa lực để hỗ trợ bộ đội mặt đất).
Định nghĩa về súng máy là khác nhau trong luật pháp Hoa Kỳ. Đạo luật Quốc gia về Súng và Đạo luật Bảo vệ Chủ sở hữu Súng máy định nghĩa "súng máy" ở Hoa Kỳ theo mã Đề số 26, Phụ đề E, Chương 53, Chương B, Phần 1, § 5845 là: "... bất kỳ loại súng nào bắn... tự động nhiều lần bắn, không cần nạp đạn thủ công, bằng một chức năng duy nhất của cò súng ". Do đó, "súng máy" phần lớn đồng nghĩa với "vũ khí tự động" theo cách nói dân sự của Hoa Kỳ, bao hàm tất cả các loại súng tự động.

#### Súng bắn tỉa

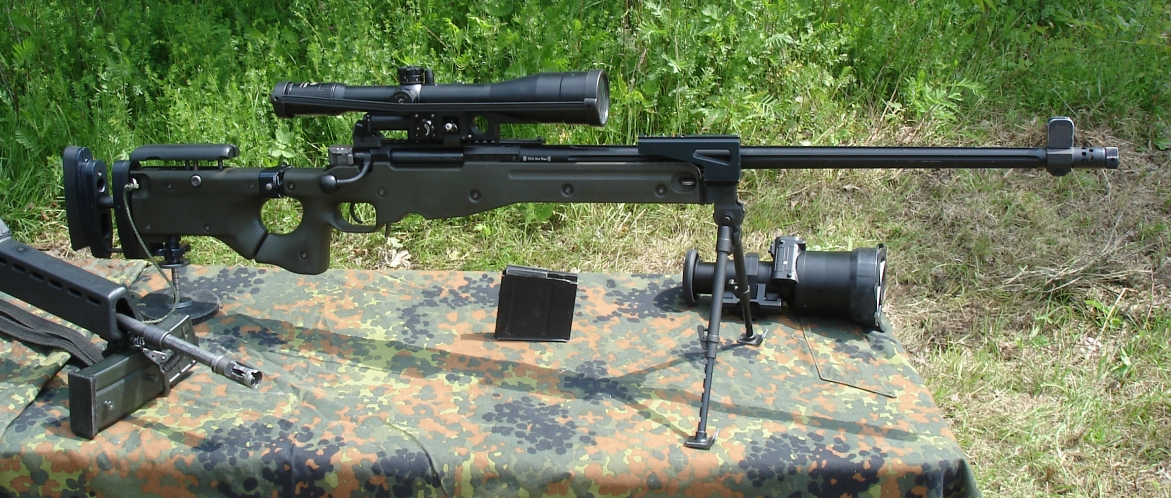
Loạt súng trường bắn tỉa Arctic Warfare Magnum là súng tiêu chuẩn trong quân đội của một số quốc gia, bao gồm cả Anh, Ireland và Đức (hiển thị).

Định nghĩa về súng bắn tỉa bị tranh cãi giữa các nhà quan sát quân sự, cảnh sát và dân sự, tuy nhiên hầu hết mọi người thường định nghĩa "súng bắn tỉa" là một khẩu súng trường có công suất cao, bán tự động / bắn nhanh, có tầm bắn chính xác xa hơn tiêu chuẩn súng trường. Chúng thường được xây dựng có mục đích cho các ứng dụng của họ. Ví dụ, súng trường bắn tỉa của cảnh sát có thể khác về thông số kỹ thuật với súng trường quân sự. Các tay súng bắn tỉa của cảnh sát thường không tấn công mục tiêu ở tầm cực xa, mà là mục tiêu ở tầm trung bình. Chúng cũng có thể có nhiều mục tiêu trong phạm vi ngắn hơn, và do đó, mô hình bán tự động được ưu tiên hơn là hoạt động bắn bu lông. Chúng cũng có thể nhỏ gọn hơn súng trường milspec vì các tay súng thiện xạ của cảnh sát có thể cần nhiều tính cơ động hơn. Mặt khác, súng trường quân sự có nhiều khả năng sử dụng hộp đạn công suất cao hơn để đánh bại áo giáp hoặc vỏ bọc nhẹ. Chúng phổ biến hơn (nhưng không nhiều) hoạt động bằng bu lông, vì chúng dễ chế tạo và bảo trì hơn. Ngoài ra, do ít bộ phận chuyển động và tổng thể hơn, chúng đáng tin cậy hơn nhiều trong các điều kiện bất lợi. Chúng cũng có thể có phạm vi mạnh hơn để thu được các mục tiêu ở xa hơn. Nhìn chung, các đơn vị bắn tỉa chưa bao giờ trở nên nổi bật cho đến Thế chiến 1, khi người Đức thể hiện sự hữu dụng của họ trên chiến trường. Kể từ đó, họ trở nên không thể thay đổi trong chiến tranh. Ví dụ về súng trường bắn tỉa bao gồm Accuracy International AWM, Sako TRG-42 và CheyTac M200. Ví dụ về các hộp đạn bắn tỉa chuyên dụng bao gồm .338 Lapua Magnum, .300 Winchester Magnum và .408 CheyTac.

#### Súng tiểu liên

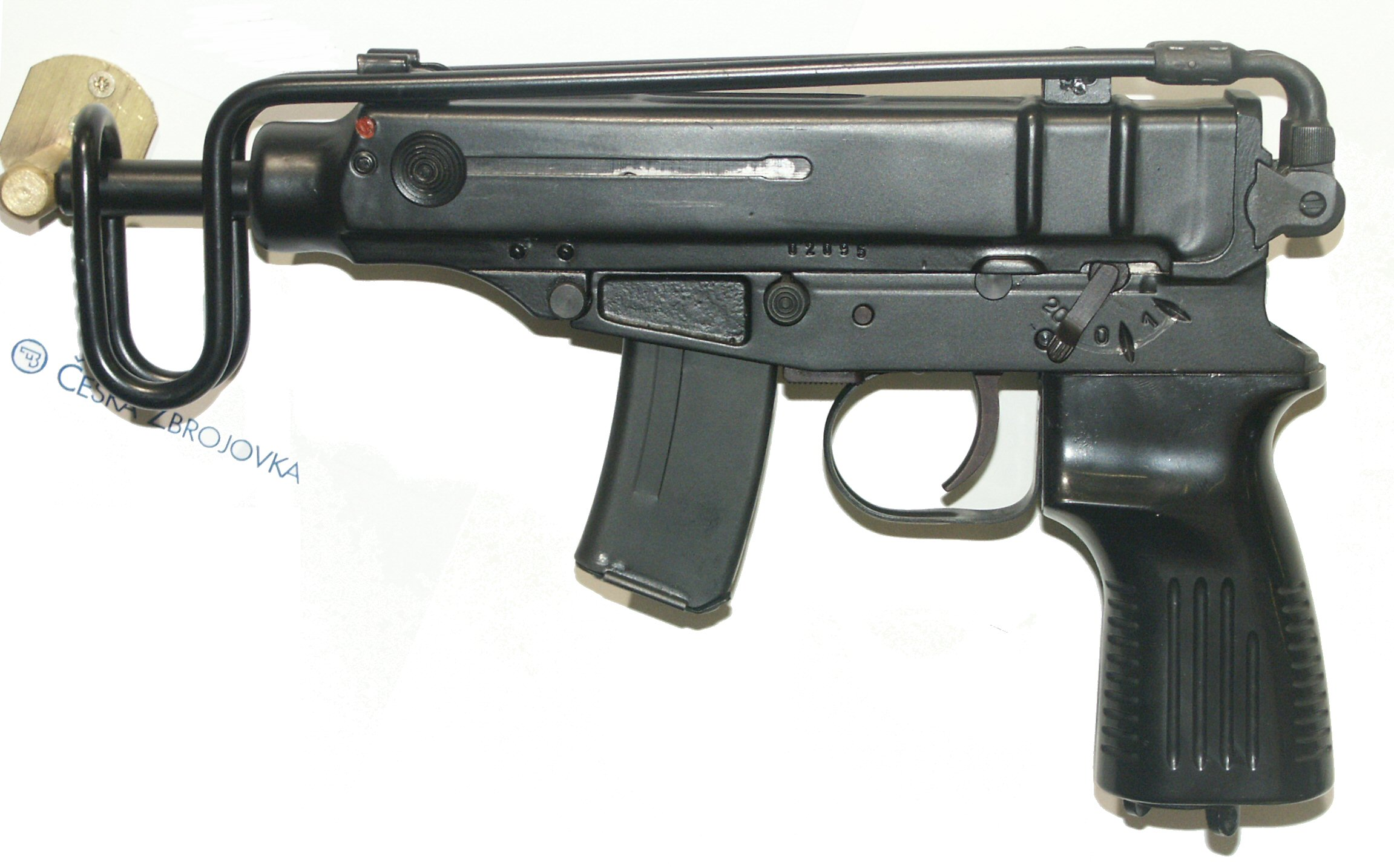
Súng tiểu liên 7,65 mm của Tiệp Khắc Škorpion vz. 61 được thiết kế vào năm 1959.

Súng tiểu liên là một loại súng có băng đạn, thường nhỏ hơn các loại súng tự động khác, bắn đạn súng lục; vì lý do này, một số súng tiểu liên cũng có thể được gọi là súng máy, đặc biệt là khi đề cập đến các thiết kế cỡ súng ngắn như Škorpion vz. 61 và Glock 18. Các ví dụ nổi tiếng là khẩu Uzi và Heckler & Koch MP5 của Israel sử dụng hộp đạn 9 × 19mm Parabellum và súng tiểu liên Thompson của Mỹ bắn .45 ACP. Do kích thước nhỏ và khả năng xuyên đạn hạn chế so với các loại đạn súng trường công suất lớn, súng tiểu liên thường được các lực lượng quân đội, bán quân sự và cảnh sát ưa chuộng cho các cuộc giao tranh gần như bên trong các tòa nhà, khu đô thị hoặc trong các khu phức hợp chiến hào.
Súng tiểu liên ban đầu có kích thước bằng súng carbine. Bởi vì chúng bắn đạn súng lục, chúng có giới hạn sử dụng ở tầm xa, nhưng trong cận chiến có thể được sử dụng hoàn toàn tự động theo cách có thể kiểm soát được do độ giật nhẹ hơn của đạn súng lục. Chúng cũng cực kỳ rẻ và đơn giản để xây dựng trong thời gian chiến tranh, cho phép một quốc gia nhanh chóng trang bị quân sự của mình. Trong nửa sau của thế kỷ 20, súng tiểu liên được thu nhỏ đến mức chỉ lớn hơn một chút so với một số súng ngắn cỡ lớn. Súng tiểu liên được sử dụng rộng rãi nhất vào cuối thế kỷ 20 là Heckler & Koch MP5. MP5 thực sự được Heckler & Koch chỉ định là "súng lục máy" (MP5 là viết tắt của Maschinenpistole 5, hoặc Machine Pistol 5), mặc dù một số dành tên gọi này cho các loại súng tiểu liên thậm chí còn nhỏ hơn như MAC-10 và Glock 18, về kích thước và hình dạng của súng lục.

#### Súng trường tự động
Súng trường tự động là một loại súng có băng đạn, được sử dụng bởi một lính bộ binh duy nhất, được lắp vào hộp đạn súng trường và có khả năng bắn tự động. Súng trường tự động M1918 Browning là vũ khí bộ binh đầu tiên của Mỹ thuộc loại này, và thường được sử dụng để chế áp hoặc hỗ trợ hỏa lực trong vai trò hiện nay thường được trang bị bằng súng máy hạng nhẹ. Các súng trường tự động đời đầu khác bao gồm Fedorov Avtomat và Huot Automatic Rifle. Sau đó, các lực lượng Đức đã triển khai khẩu Sturmgewehr 44 trong Thế chiến thứ hai, một loại súng trường tự động hạng nhẹ bắn " hộp đạn trung gian " giảm công suất. Thiết kế này đã trở thành cơ sở cho phân loại vũ khí tự động " súng trường tấn công ", trái ngược với " súng trường chiến đấu ", thường bắn hộp đạn súng trường "toàn năng" truyền thống.

#### Súng trường tấn công

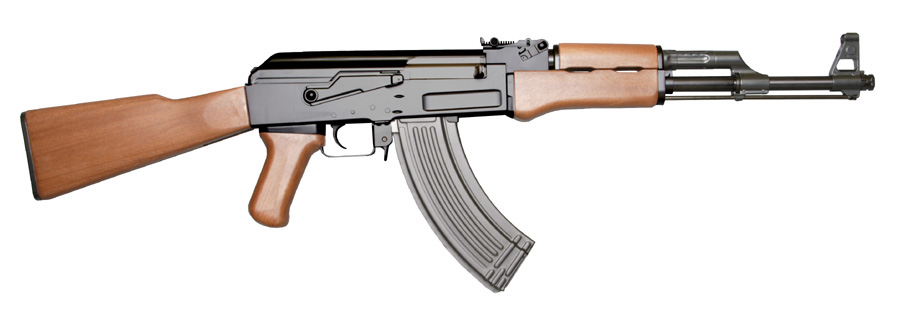
AK-47 là một trong những loại súng trường tấn công được sản xuất và sử dụng rộng rãi nhất trên thế giới.

Trong Chiến tranh thế giới thứ hai, Đức đã giới thiệu khẩu StG 44 và dẫn đầu công nghệ vũ khí, thứ mà cuối cùng đã trở thành loại súng được quân đội áp dụng rộng rãi nhất, súng trường tấn công. Một khẩu súng trường tấn công thường nhỏ hơn một chút so với súng trường chiến đấu như M14 của Mỹ, nhưng sự khác biệt chính xác định súng trường tấn công là khả năng bắn chọn và việc sử dụng đạn súng trường có công suất thấp hơn, được gọi là hộp đạn trung gian.
Kỹ sư Liên Xô Mikhail Kalashnikov đã nhanh chóng điều chỉnh súng gốc của Đức, sử dụng hộp đạn 7,62 × 39mm kém uy lực hơn từ đạn súng trường chiến đấu tiêu chuẩn 7,62 × 54mmR của Nga, để sản xuất AK-47, loại súng trường này đã trở thành súng trường tấn công được sử dụng rộng rãi nhất thế giới. Ngay sau Thế chiến II, súng trường tấn công Kalashnikov AK-47 tự động bắt đầu được Liên Xô và các đồng minh của khối phía Đông, cũng như các quốc gia như Trung Quốc, Triều Tiên và Việt Nam Dân Chủ Cộng Hoà sử dụng.
Ở Hoa Kỳ, thiết kế súng trường tấn công ra đời muộn hơn; sự thay thế cho khẩu M1 Garand của Thế chiến II là một thiết kế khác của John Garand dành cho hộp đạn NATO 7,62 × 51mm mới; khẩu M14 bắn chọn, được quân đội Hoa Kỳ sử dụng cho đến những năm 1960. Độ giật đáng kể của M14 khi bắn ở chế độ hoàn toàn tự động được coi là một vấn đề vì nó làm giảm độ chính xác, và vào những năm 1960, nó được thay thế bằng khẩu AR-15 của Eugene Stoner, cũng đánh dấu sự chuyển đổi từ khẩu.30 mạnh mẽ. hộp mực được quân đội Hoa Kỳ sử dụng cho đến đầu Chiến tranh Việt Nam với loại hộp đạn trung gian.223 caliber (5,56mm) kém mạnh hơn nhiều. Quân đội sau đó đã đặt tên cho AR-15 là " M16 ". Phiên bản dân sự của M16 tiếp tục được gọi là AR-15 và trông giống hệt phiên bản quân sự, mặc dù để phù hợp với các quy định của BATFE ở Mỹ, nó thiếu cơ chế cho phép bắn hoàn toàn tự động.
Các biến thể của cả M16 và AK-47 vẫn đang được sử dụng rộng rãi trên thế giới ngày nay, mặc dù các thiết kế súng trường tự động khác đã được giới thiệu. Một phiên bản nhỏ hơn của M16A2, M4 carbine, được sử dụng rộng rãi bởi các đội xe tăng và phương tiện của Mỹ và NATO, các phi công, nhân viên hỗ trợ và trong các tình huống khác khi không gian bị hạn chế. IMI Galil, một loại vũ khí do Israel thiết kế dựa trên hoạt động của AK-47, đang được Israel, Ý, Miến Điện, Philippines, Peru và Colombia sử dụng. Swiss Arms của Thụy Sĩ sản xuất súng trường tấn công SIG SG 550 được sử dụng bởi Pháp, Chile và Tây Ban Nha, và Steyr Mannlicher sản xuất AUG, một khẩu súng trường bullpup được sử dụng ở Áo, Úc, New Zealand, Ireland và Ả Rập Xê-út cùng các quốc gia khác.
Các thiết kế hiện đại yêu cầu vũ khí nhỏ gọn vẫn giữ được hỏa lực. Thiết kế bullpup, bằng cách lắp băng đạn phía sau cò súng, hợp nhất độ chính xác và hỏa lực của súng trường tấn công truyền thống với kích thước nhỏ gọn của súng tiểu liên (mặc dù súng tiểu liên vẫn được sử dụng); ví dụ như FAMAS của Pháp và SA80 của Anh.

#### Vũ khí phòng vệ cá nhân

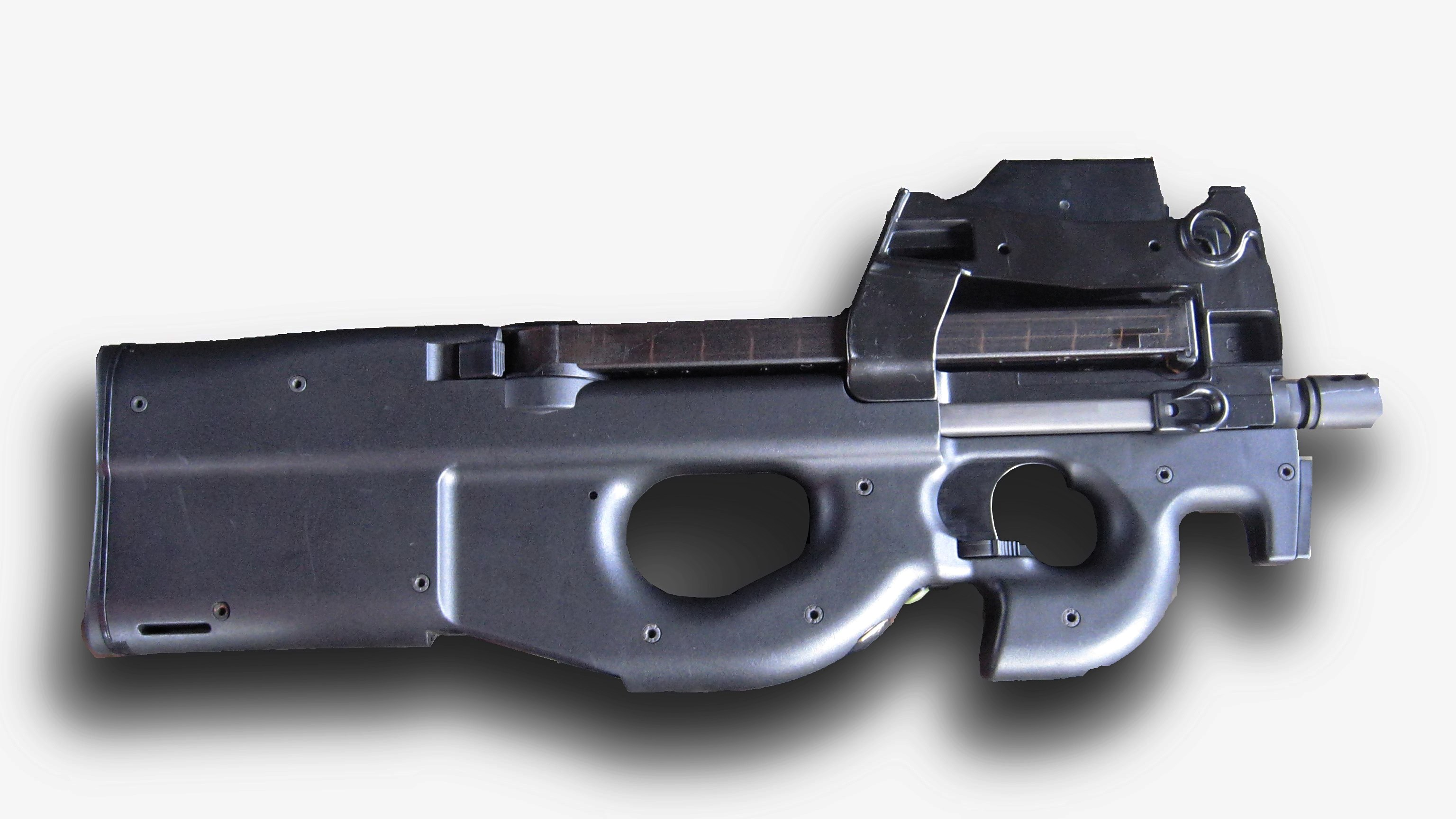
FN P90 PDW

Một loại vũ khí được phát triển gần đây là vũ khí phòng vệ cá nhân hay còn gọi là PDW, nói một cách đơn giản nhất là súng tiểu liên được thiết kế để bắn đạn với hiệu suất đạn đạo tương tự như băng đạn súng trường. Mặc dù một khẩu súng tiểu liên được ưa thích hơn vì kích thước nhỏ gọn và khả năng chứa đạn, nhưng các hộp đạn súng lục của nó lại thiếu khả năng xuyên phá của súng trường. Ngược lại, đạn súng trường có thể xuyên giáp nhẹ và dễ bắn chính xác hơn, nhưng ngay cả một khẩu carbine như Colt M4 cũng lớn hơn và/hoặc dài hơn súng tiểu liên, khiến nó khó cơ động hơn trong khoảng cách gần. Giải pháp mà nhiều nhà sản xuất vũ khí đưa ra là một loại vũ khí giống súng tiểu liên về kích thước và cấu hình chung, nhưng bắn đạn xuyên giáp công suất cao hơn (thường được thiết kế đặc biệt cho vũ khí này), do đó kết hợp các ưu điểm của súng carbine và súng tiểu liên.. Điều này cũng mang lại cho PDW một biệt danh được sử dụng không thường xuyên - carbines tiểu liên. FN P90 và Heckler & Koch MP7 là những ví dụ nổi tiếng nhất về PDW.

#### Súng trường chiến đấu

FN SCAR-H của Bỉ

Súng trường chiến đấu là một loại phụ khác của súng trường, thường được định nghĩa là súng trường hỏa lực chọn lọc sử dụng các hộp đạn súng trường đầy đủ công suất, các ví dụ bao gồm 7,62x51mm NATO, 7,92x57mm Mauser và 7,62x54mmR. Chúng phục vụ các mục đích tương tự như súng trường tấn công, vì cả hai loại này thường được sử dụng bởi bộ binh mặt đất. Tuy nhiên, một số lại thích súng trường hơn do hộp đạn mạnh hơn, mặc dù có thêm độ giật. Một số súng bắn tỉa bán tự động được cấu hình từ súng trường chiến đấu.

## Sách tham khảo
- Chase, Kenneth (2003), Firearms: A Global History to 1700, Cambridge University Press, ISBN 0-521-82274-2
- Crosby, Alfred W. (2002), Throwing Fire: Projectile Technology Through History, Cambridge University Press, ISBN 0-521-79158-8
- Needham, Joseph (1986), Science & Civilisation in China, quyển V:7: The Gunpowder Epic, Cambridge University Press, ISBN 0521303583